# Азовское сельское поселение (Краснодарский край)
Азовское сельское поселение — муниципальное образование в Северском районе Краснодарского края России.
В рамках административно-территориального устройства Краснодарского края ему соответствует Азовский сельский округ.
Административный центр — станица Азовская.

## География
Поселение расположено в юго-западной части района. Оно граничит на севере с Северским сельским, на востоке со Смоленским сельским и на западе с Ильским городским поселениями, а на юге с МО городом-курортом Геленджик и на юго-западе с Абинским районом Краснодарского края.

## Население
| 2010  | 2012  | 2013  | 2014  | 2015  | 2016  | 2017  |
| ----- | ----- | ----- | ----- | ----- | ----- | ----- |
| 4760  | ↗4870 | ↗4940 | ↗5029 | ↘5022 | ↗5076 | ↗5118 |
| 2018  | 2019  | 2020  | 2021  | 2023  |       |       |
| ↗5154 | ↗5199 | ↗5251 | ↘4763 | ↘4707 |       |       |

## Населённые пункты
В состав сельского поселения (сельского округа) входят 2 населённых пункта:
| № | Населённый пункт | Тип населённого пункта | Население (чел.) |
| - | ---------------- | ---------------------- | ---------------- |
| 1 | Азовская         | станица                | ↘4106            |
| 2 | Убинская         | станица                | ↗657             |